# Федор Шкубоња
Федор Шкубоња (22. јул 1924 — 24. април 2008) је био југословенски и хрватски режисер, директор „Звезда филма“
Завршио је Високу филмску школу, а затим је дипломирао на Академији за позориште, филм, радио и телевизију у Београду. Првенствено је режирао документарне и краткометражне филмове. Његов играни филм Изгубљена оловка је добитник Златног лава на венецијанском филмском фестивалу 1961. године.
Шкубоња је 1969. године освојио Златну арену, главну награду филмског фестивала у Пули за режију филма Низводно од сунца.